# 제1차 사토 내각 (제1차 개조)
제1차 사토 제1차 개조내각(일본어: 第1次佐藤第1次改造内閣)은  사토 에이사쿠가 제61대 내각총리대신으로 임명되어, 1965년 6월 3일부터 1966년 8월 1일까지 존재한 일본의 내각이다.

## 개요
제1차 사토 내각은 이전의 내각총리대신인 이케다 하야토의 병환으로 인한 은퇴로 내각관방장관을 스즈키 젠코에서 하시모토 도미사부로로 교체한 것 이외에는 이케다 내각의 관료를 그대로 이어받아 발족하였다. 따라서 이 내각은 사실상 사토 에이사쿠의 본격적인 집권 체제의 시작이 되는 조각(組閣) 인사가 됐다.
제1차 사토 내각 제1차 개조내각 시대의 주요 사건은 다음과 같다.
1. 《한일기본조약》의 조인과 국회 승인의 집행.
2. 일본만국박람회 개최 결정(9월 13일)

## 각료
- 내각총리대신 - 사토 에이사쿠(사토파)
- 법무대신 - 이시이 미쓰지로(이시이파)
- 외무대신 - 시이나 에쓰사부로(가와시마파)
- 대장대신 - 후쿠다 다케오(후쿠다파)
- 문부대신 - 나카무라 우메키치(고노파)
- 후생대신 - 스즈키 젠코(구 이케다파 - 마에오파)
- 농림대신 - 사카타 에이이치(사토파)
- 통상산업대신 - 미키 다케오(미키파)
- 운수대신 - 나카무라 도라타(미키파)
- 우정대신 - 고리 유이치(참의원 의원)
- 노동대신 - 고다이라 히사오(구 이케다파 - 마에오파)
- 건설대신, 긴키권 정비 장관, 수도권정비위원회 위원장 - 세토야마 미쓰오(사토파)
- 중부권 개발 정비 장관(1966년 7월 1일 설치) - 세토야마 미쓰오(겸임, 사토파)
- 자치대신, 국가공안위원회 위원장 - 나가야마 다다노리(후쿠다파)
- 내각관방장관(1966년 6월 28일부터 국무대신) - 하시모토 도미사부로(사토파)
- 총리부 총무장관 - 야스이 겐(참의원 의원)
- 행정관리청 장관, 홋카이도 개발청 장관 - 후쿠다 도쿠야스(구 무라카미파)
- 방위청 장관 - 마쓰노 라이조(사토파)
- 경제기획청 장관 - 후지야마 아이이치로(후지야마파)
- 과학기술청 장관 - 우에하라 쇼키치(참의원 의원)
  - 내각법제국 장관 - 다카쓰지 마사미
  - 내각관방부장관(정무) - 다케시타 노보루
  - 내각관방부장관(사무) - 이시오카 미노루
  - 총리부 총무부장관(정무, 1965년 6월 1일 2인제) - 호소다 기치조(1965년 6월 3일 ~ )
  - 총리부 총무부장관(사무) - 후루야 도루

## 정무 차관
- 법무 정무 차관 - 야마모토 도시나가
- 외무 정무 차관 - 쇼지 게이지로
- 대장 정무 차관 - 후지이 가쓰시, 다케나카 쓰네오
- 문부 정무 차관 - 나카노 분몬
- 후생 정무 차관 - 사사키 요시타케
- 농림 정무 차관 - 가리야 다다오, 고토 요시타카
- 통상 산업 정무 차관 - 신토 가즈마, 호리모토 노부자네
- 운수 정무 차관 - 후쿠이 아키라
- 우정 정무 차관 - 가메오카 다카오
- 노동 정무 차관 - 아마노 고세이
- 건설 정무 차관 - 다니가키 센이치
- 자치 정무 차관 - 오니시 마사오
- 행정 관리 정무 차관 - 나카야마 에이이치
- 홋카이도 개발 정무 차관 - 구보타 엔지
- 방위 정무 차관 - 이무라 시게오
- 경제 기획 정무 차관 - 가모다 소이치
- 과학 기술 정무 차관 - 다가와 세이이치

## 자유민주당 집행부
또한, 내각 개조와 함께 자민당 임원 개선이 이루어졌다.
- 부총재 - 가와시마 쇼지로(가와시마파)
- 간사장 - 다나카 가쿠에이(사토파)
- 총무회장 - 마에오 시게사부로(구 이케다파 - 마에오파)
- 정무조사회장 - 아카기 무네노리(가와시마파)